# La Marquise
La Marquise è una automobile a vapore con quattro ruote, costruita nel 1884 della società francese De Dion, Bouton & Trépardoux. L'auto nasce come prototipo per i futuri quadricicli, e fu chiamata “La Marchesa” in onore della madre di Jules-Albert De Dion. 
Nel 1887, partecipò ad un'esibizione che talvolta viene anche definita la prima gara di auto al mondo, nonostante fosse l'unica auto ad essere mostrata. Completò il viaggio Parigi-Versailles ad una velocità media di 26 km/h.

## Tecnica

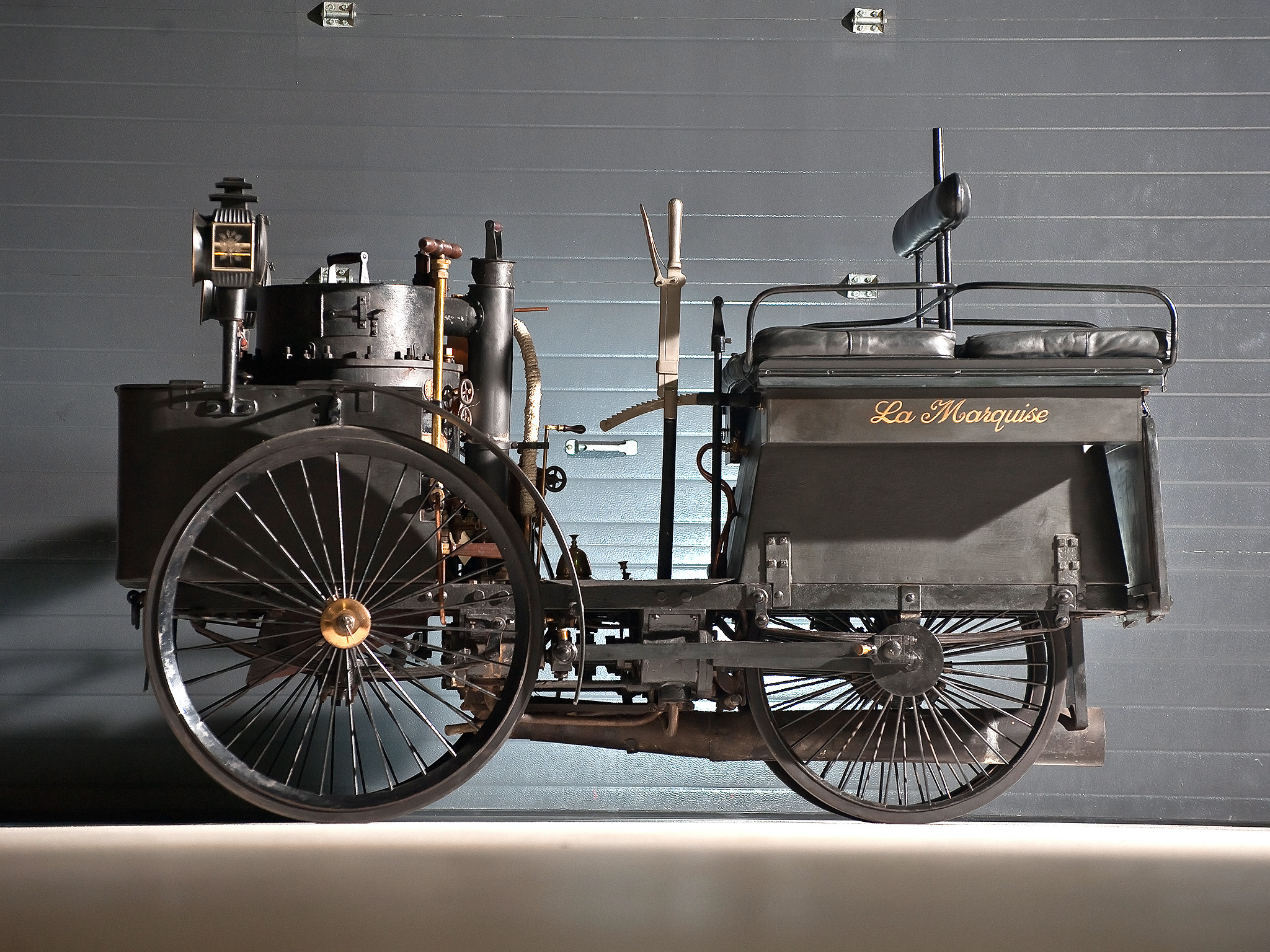
La Marquise in esibizione

La vettura prevedeva due motori a vapore, posti nella parte anteriore del veicolo, il serbatoio dell'acqua era situato nella parte posteriore. I motori trasmettevano il moto alle ruote anteriori, mentre la direzionalità veniva gestita dal conducente attraverso le ruote posteriori. Le due carreggiate erano molto diverse tra loro con quella anteriore molto più ampia dell'asse posteriore. Poteva ospitare quattro passeggeri, ma i due posteriori erano disposti in senso contrario alla marcia. Alimentata a carbone, legna e carta, l'auto impiegava 30-40 minuti per accumulare abbastanza vapore per poter essere guidata. La velocità massima era di 61 km/h.
Dopo aver subito un restauro terminato nel 1987, la vettura, secondo alcune fonti considerata l'auto ancora funzionante più vecchia del mondo, venne presentata a diverse esibizioni destinate alle vetture storiche come la classica Londra-Brighton e cambiò proprietario nel 2007, quando è stata venduta per una cifra superiore ai 3,5 milioni di dollari, e nuovamente nell'ottobre 2011 per 4,6 milioni.